# Георги Бенев
Георги Бенев е български революционер, политик, поет и преводач, член на Българското книжовно дружество.

## Биография
Роден е през 1843 г. в Ески Заара. Завършва класното училище в родния си град и Духовната семинария в Белград. След това следва славянска филология в Табор и Прага, Чехия и завършва история във Виена, Австро-Унгария. Учителства в Търново, а след това се завръща в Стара Загора, където преподава в Мъжкото класно училище. Знае 12 езика.
Участва в Старозагорското въстание през 1875 г., заради което лежи в затвора. По време на Руско-турската война през 1877 – 1878 г. е преводач към руската армия. Председател е на революционния комитет и председател на читалището в квартал „Акарджа“. След Освобождението е сред водачите на Либералната партия в Източна Румелия. Народен представител в Областното събрание на Източна Румелия от 1879 до 1884 г.
След Освобождението основава и редактира вестниците „Марица“ и „Южна България“. Работи като окръжен управител в Пловдив, член на Върховния съд в Източна Румелия, окръжен началник в Пазарджик, главен контрольор и директор на финансите, народен представител в Областното събрание на Източна Румелия. През 1885 г. е член на Временното правителство в Пловдив.
Участник е в Съединението и Сръбско-българската война от 1885 г. След това е контрольор на Българската народна банка, ревизор е на Българска земеделска кооперативна банка и е училищен инспектор на Старозагорски окръг.
От 1884 г. е редовен член на Българското книжовно дружество.
Умира на 25 септември 1909 г. в Пловдив.